# Erich von Däniken: Botschaft der Götter
Erich von Däniken: Botschaft der Götter ist ein 1975 entstandener, deutscher Dokumentarfilm von Harald Reinl nach einer Vorlage von Erich von Däniken.

## Handlung
Der Film steht in der Tradition von Harald Reinls erster Umsetzung eines Bestsellers des Schweizer Autors Erich von Däniken, Erinnerungen an die Zukunft, aus dem Jahre 1970. Diese weitere, filmische Umsetzung dreier Werke von Däniken untersucht auf vier Kontinenten die Legenden und Rituale alter Völker, die von höheren Wesen berichten. Der Autor sieht darin einen Beweis für die Existenz einer hochentwickelten außerirdischen Zivilisation, die vor langer Zeit Spuren auf unserer Erde hinterlassen habe.

## Produktionsnotizen
Die Dreharbeiten zu Botschaft der Götter führten Reinl nach Europa, Südamerika, Australien und Afrika. Gedreht wurde an 104 Tagen zwischen dem April und dem November 1975. Die FSK-Prüfung erfolgte am 2. März 1976. Die Uraufführung fand am 18. März 1976 statt.
Dem Film liegen die Werke Dänikens Aussaat und Kosmos, Meine Welt in Bildern und Erscheinungen zugrunde. Drehbuchautor Manfred Barthel sprach auch den Kommentar und hatte außerdem die Herstellungsleitung, Konstantin Thoeren und Dieter Nobbe oblag die Produktionsleitung. Als Sprecher fungierten Harald Leipnitz, Herbert Weicker und Horst Naumann.
Wie schon bei der vorhergehenden Verfilmung des Sachbuch-Bestsellers Erinnerungen an die Zukunft und der nachfolgenden … und die Bibel hat doch recht arbeitete Reinl auch hier mit dem Autor Barthel und dem Chefkameramann Ernst Wild zusammen.
Die englischsprachige Fassung gestaltete Charles Romine. Dort fungierte William Shatner als Sprecher.

## Kritiken
„Die fantastischen Theorien Erich von Dänikens in neuem Aufguß; wieder ist von Astronautenbesuchen in frühgeschichtlicher Zeit die Rede. Dabei entsteht der Eindruck, als wären neben neuem Material auch Restbestände des früheren Däniken-Films Erinnerungen an die Zukunft eingearbeitet worden.“